# Le Croisic
Le Croisic (bretonisch Ar Groazig) ist eine französische Stadt mit 4081 Einwohnern (Stand: 1. Januar 2022) im Département Loire-Atlantique in der Region Pays de la Loire. Sie gehört zum Arrondissement Saint-Nazaire, zum Kanton La Baule-Escoublac und zum Gemeindeverband Presqu’île de Guérande Atlantique.

## Geographie
Die Hafenstadt Le Croisic liegt am Atlantik, an der Côte d'amour („Küste der Liebe“) auf der Spitze der Halbinsel Kervenel.

### Nachbargemeinden
Umgeben ist Le Croisic von den Nachbargemeinden Guérande im Nordosten und Osten sowie Batz-sur-Mer im Südosten.

## Geschichte

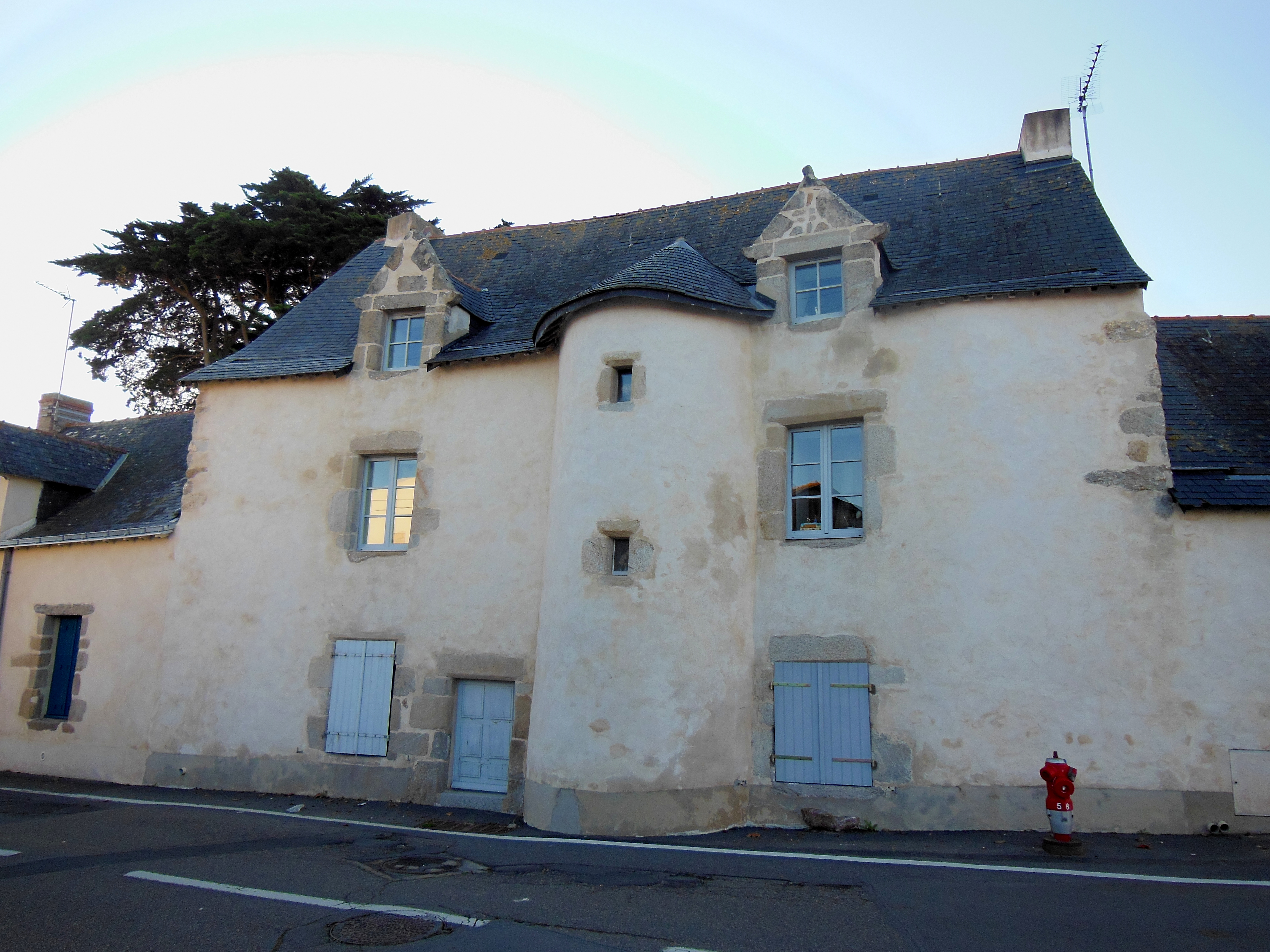
Internierungsstätte Maison Beaucorps

In dem zur Gemeinde von Le Crosic gehörenden Anwesen Maison Beaucorps richtete der Präfekt des damals Loire-Inférieure genannten Départements auf Anordnung der deutschen Besatzungsbehörden das erste Internierungslager des Départements ein, ein sogenanntes überwachtes Aufenthaltszentrum.  Von Januar bis April 1941 wurde das Lager mit Kommunisten und vom Vichy-Regime als Extremisten bezeichnete Personen belegt.
Das Lager in Le Croisic erwies sich bald als zu klein und wurde deshalb durch das Lager Choisel in Châteaubriant ersetzt.

### Bevölkerungsentwicklung
| Jahr                       | 1962 | 1968 | 1975 | 1982 | 1990 | 1999 | 2006 | 2013 | 2022 |
| -------------------------- | ---- | ---- | ---- | ---- | ---- | ---- | ---- | ---- | ---- |
| Einwohner                  | 4017 | 4102 | 4243 | 4313 | 4428 | 4267 | 4121 | 4036 | 4081 |
| Quellen: Cassini und INSEE |      |      |      |      |      |      |      |      |      |

## Städtepartnerschaft
Mit der deutschen Stadt Laufenburg in Baden-Württemberg besteht seit 1972 eine Partnerschaft.

## Wirtschaft und Infrastruktur
Die Route nationale 771 führt hierher.
Der Kopfbahnhof an der Bahnstrecke Saint-Nazaire–Le Croisic ist die Endstation des TGV Atlantique von Paris Gare Montparnasse über Nantes und Saint-Nazaire hierher.

## Sehenswürdigkeiten
- Menhir de la Pierre Longue (deutsch der Lange Stein) aus der Jungsteinzeit, Monument historique seit 1889
- Kirche Notre-Dame-de-Pitié aus dem 15. und 16. Jahrhundert, seit 1906 Monument historique
- Kapelle Crucifix, gotisches Bauwerk, Datierung unbekannt (vermutlich 15./16. Jahrhundert), Anbauten aus dem 17. Jahrhundert, seit 1952 Monument historique
- Kapelle Saint-Goustan aus dem 15. Jahrhundert, 1895 rekonstruiert, Monument historique seit 1840
- Herrenhaus von Kervaudu, Ende des 15. Jahrhunderts erbaut, Monument historique seit 1921, und Kreuz von Kervaudu aus dem 17. Jahrhundert (Monument historique seit 1944)
- Hotel d’Aiguillon, etwa 1675 errichtet, späteres Rathaus
- Leuchtturm von Tréhic, 1869–1872 erbaut, 1950 elektrifiziert, 1963 außer Betrieb gestellt
- Anwesen Pen Castel, Wohnhaus der Familie Henri Becquerels
- Wasserturm
- Océarium, 1992 eröffnetes Besucheraquarium mit rund 4000 Lebewesen

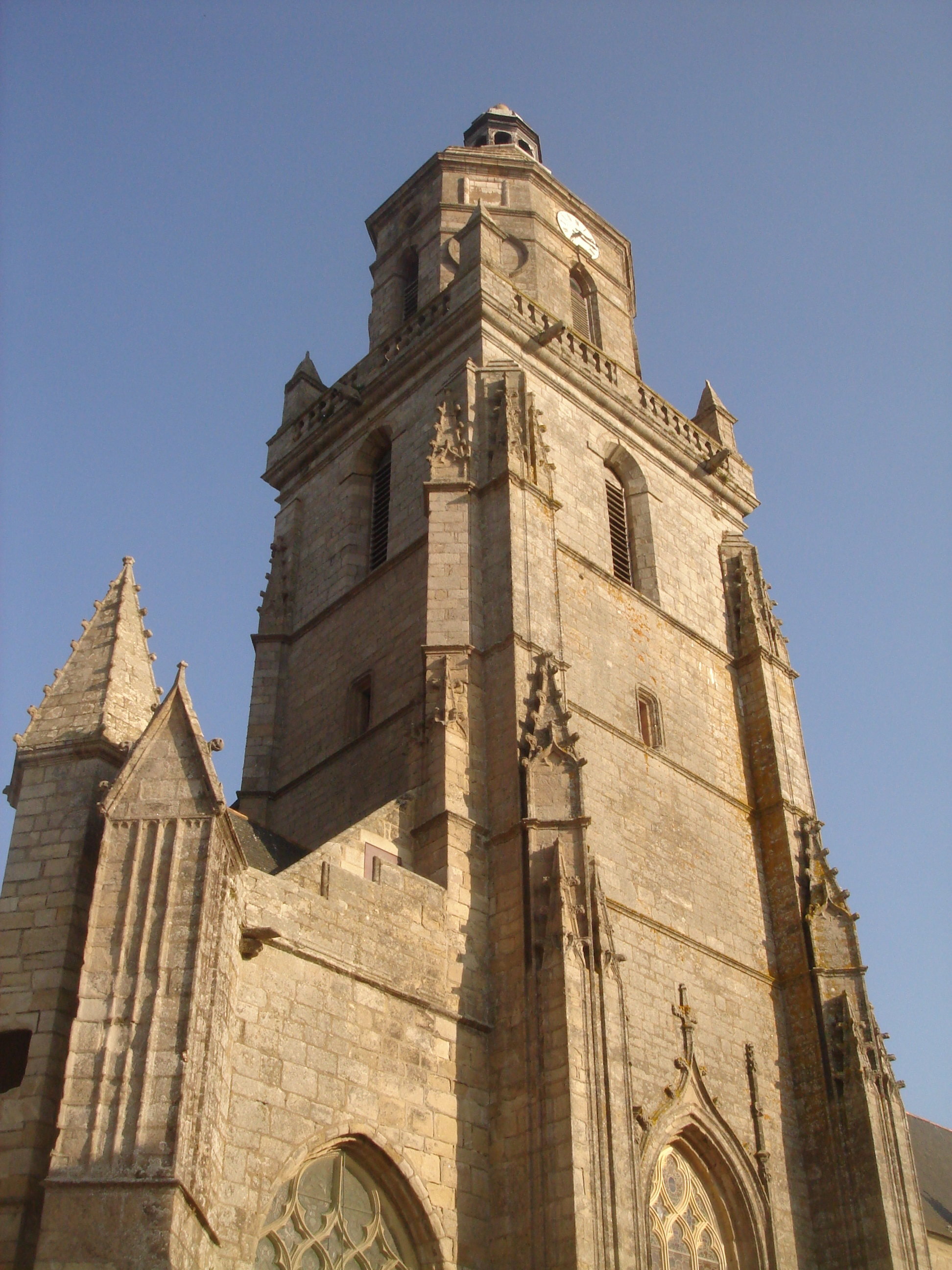
Kirche Notre-Dame-de-Pitié
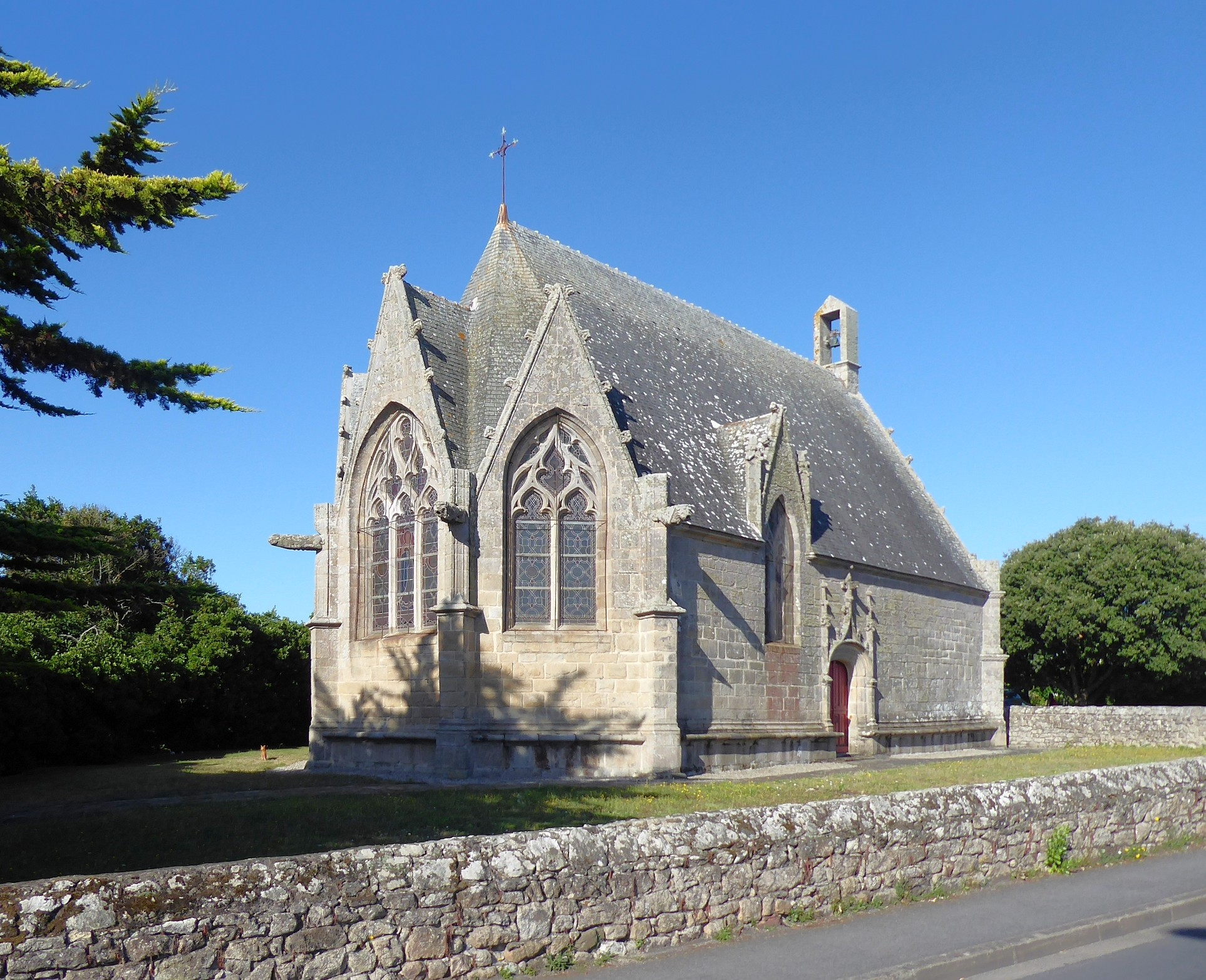
Kapelle Crucifix
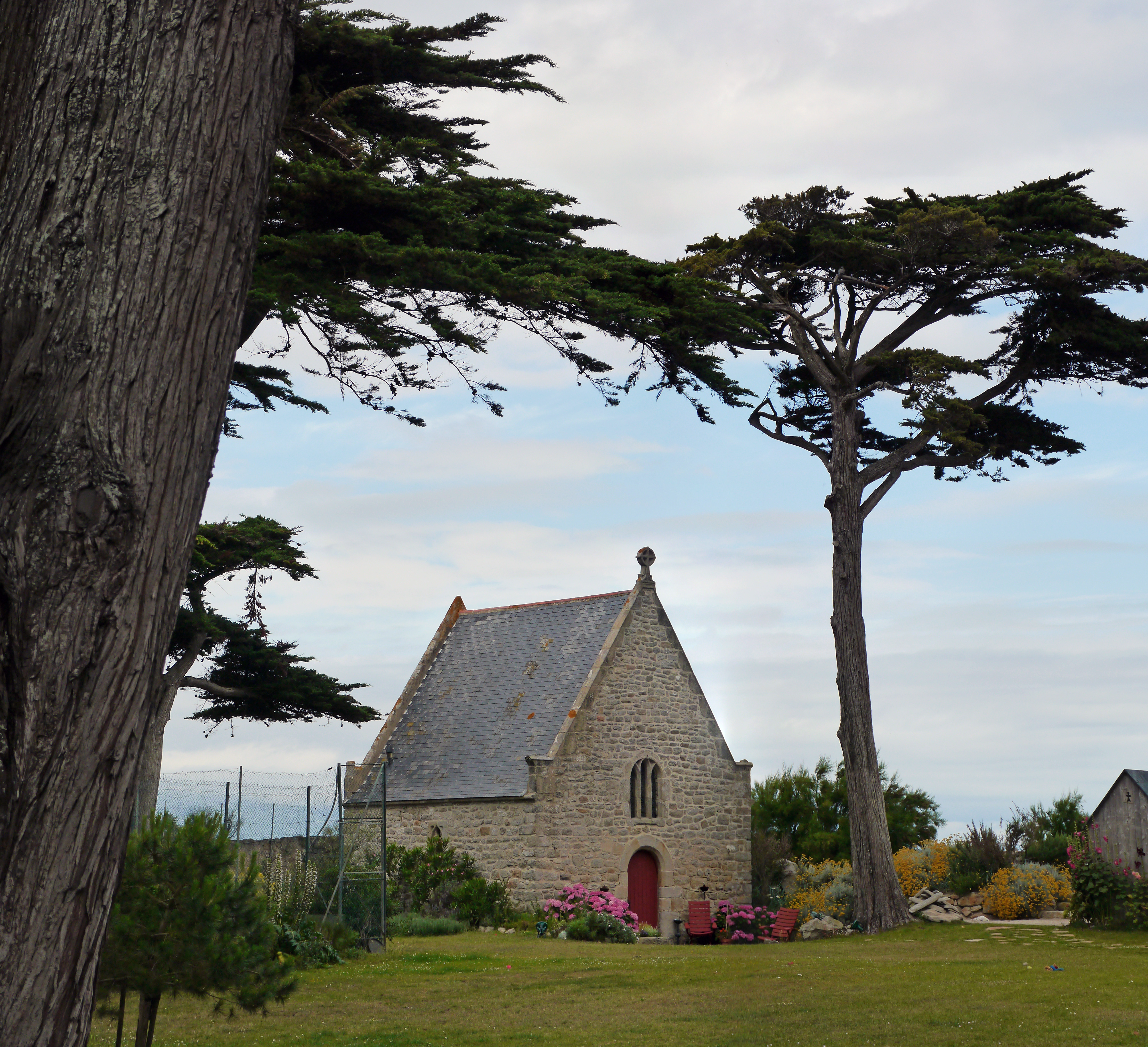
Kapelle Saint-Goustan
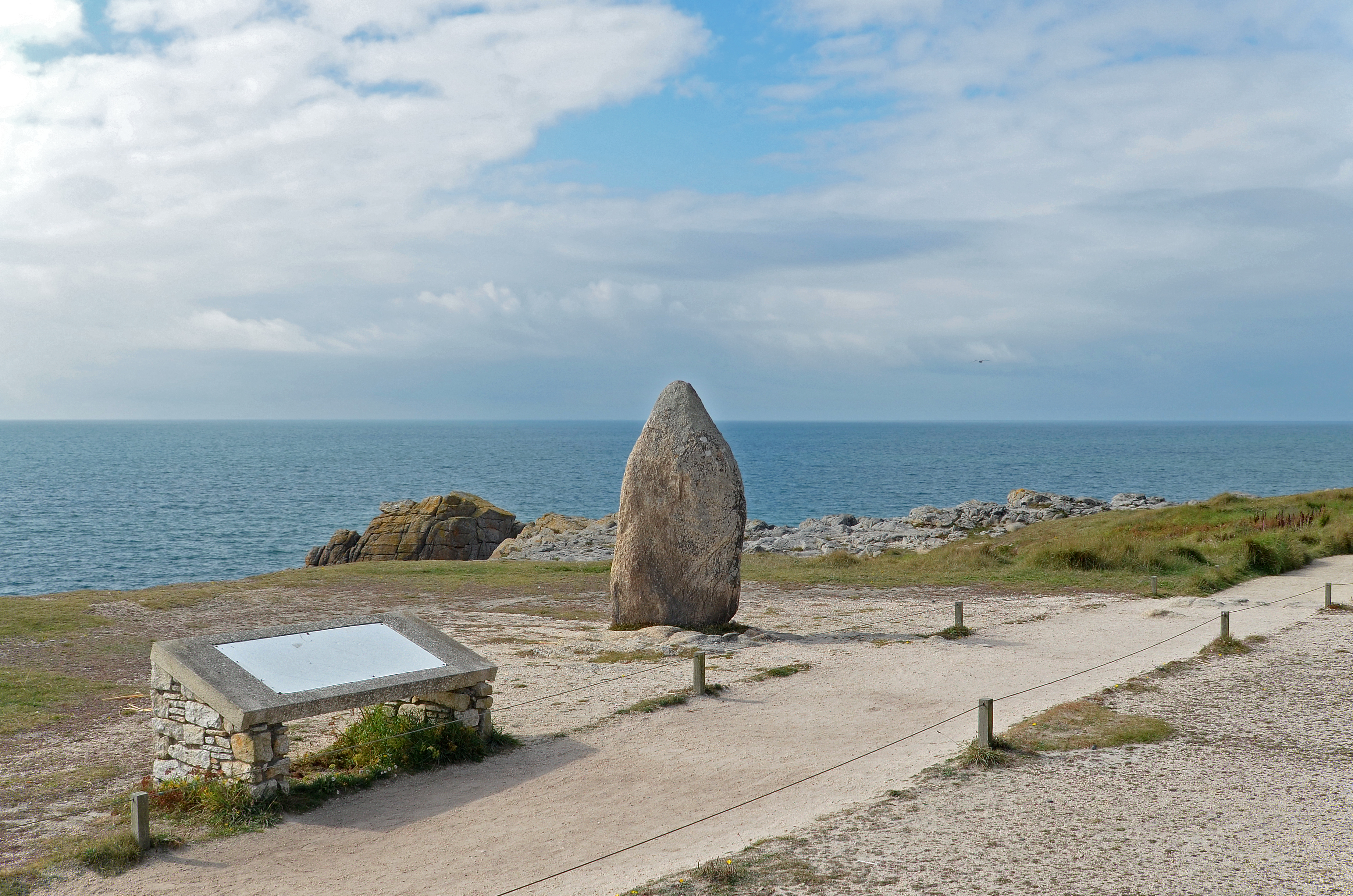
Menhir Pierre Longue
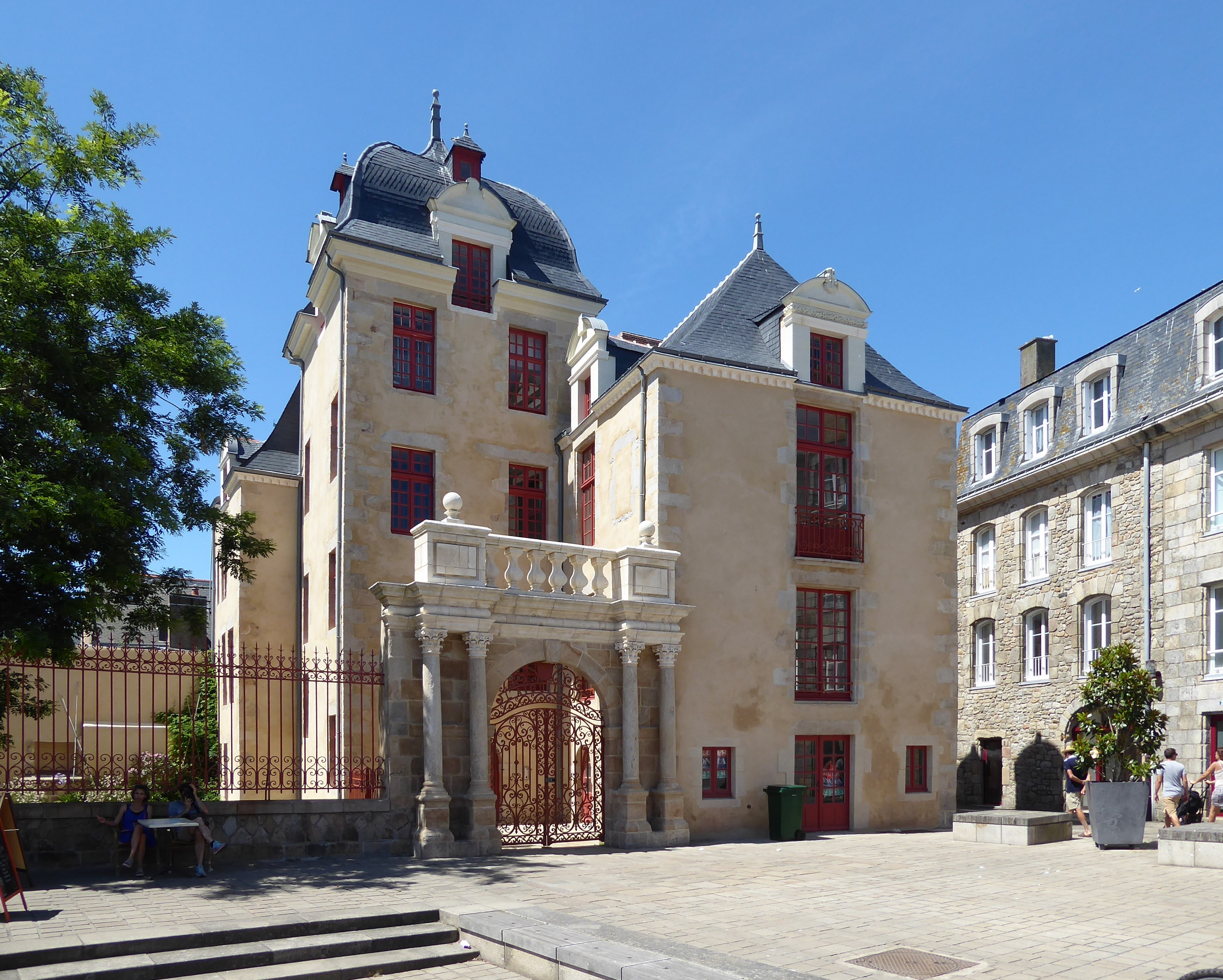
Hotel d’Aiguillon (Hôtel de ville)

## Persönlichkeiten
- Pierre Bouguer (1698–1758), Mathematiker und Astronom
- Auguste Lorieux (1796 oder 1797–1842), Jurist und Schriftsteller
- Antoine Henri Becquerel (1852–1908), Physiker
- Albert-Paul Granier (1888–1917), Lyriker